# Bactrocera diaphora
Bactrocera diaphora
 es una especie de díptero que Friedrich Georg Hendel describió por primera vez en 1915. Bactrocera diaphora pertenece al género Bactrocera de la familia Tephritidae. 